# Lednice–valticei kultúrtáj
A lednice–valticei kultúrtáj Csehország Břeclavi járásában található. 1996-ban nyilvánította az UNESCO a világörökség részévé. A kultúrtáj részei:
- Lednicei kastély és parkja
- Lednice halastavai
- Valtice és kastélya
- Hlohovec (a břeclavi járásban)

## Lednicei kastély
A Lednicei kastély Lednice községben, Břeclavi járásban található a Dyje folyó jobb partján, mintegy 12 km-re keletre Mikulov várostól.
A kastély a mellette elterülő kerttel a Csehországban látható épületegyüttesek legszebbike. Lednice uradalmát 1249-ben a Liechtenstein család szerezte meg, akiknek csaknem 700 évig volt a birtokában ez a terület.
A kastély mai, neogótikus stílusú formáját a 19. századi átfogó rekonstrukció során nyerte el. A rekonstrukció során feltárták a 16. századi reneszánsz vár alapjait, amelyhez már abban az időben nagy kiterjedésű kert tartozott. A 17. század végén nagyobb átépítésen esett át a, melynek során Domenico Martinelli híres olasz építész és Jan Bernard Fischer erlachi mester tervei alapján kapott barokk stílusjegyeket. A kastély épülete gazdag neogótikus díszítésű.
Hasonlóan pompázatos a belső terek díszítése a faragott kazettás mennyezetekkel, eredeti történelmi bútorzattal, illetve figyelemre méltó a könyvtár 630 fokos falépcsője, amely a könyvtár fölötti hálószobába vezetett, és egyetlen szeg beverése nélkül készült. A közösségi helyiségek többségében márványkandalló áll.

## Park

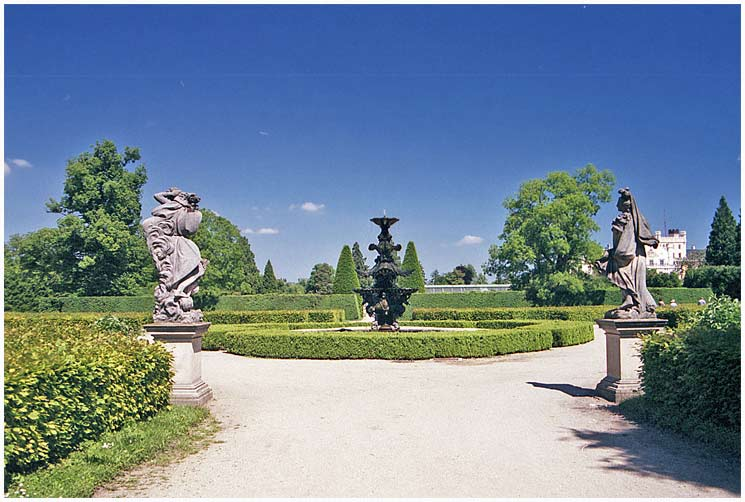
A lednicei kastélypark részlete

A kastély bal oldala mellett az 1834 -1835 években épült Pálmaház található. Az épület körül terül el a nagy kiterjedésű Lednicei várkert, amelyet a 19. század elején alakítottak ki. A parkban sok különleges fa látható, halastavak, és érdekes építmények: egy minaret 1798-ből, Jan vára – ez egy pszeudogótikus várrom-utánzat, vagy a Halászbástya. Előbbi kettő J. L. Hardmuth tervei alapján épült. A minaret 60 m magas, 1797-1802 között emelték. Jan vára a Lednicei Mezőgazdasági Múzeum halászati és ornitológiai kiállításainak ad otthont. A Halászbástya klasszicista stílusú épület, földszintjét három árkád, emeleti lodzsáját 6 oszlop osztja részekre.

## Lednice halastavai

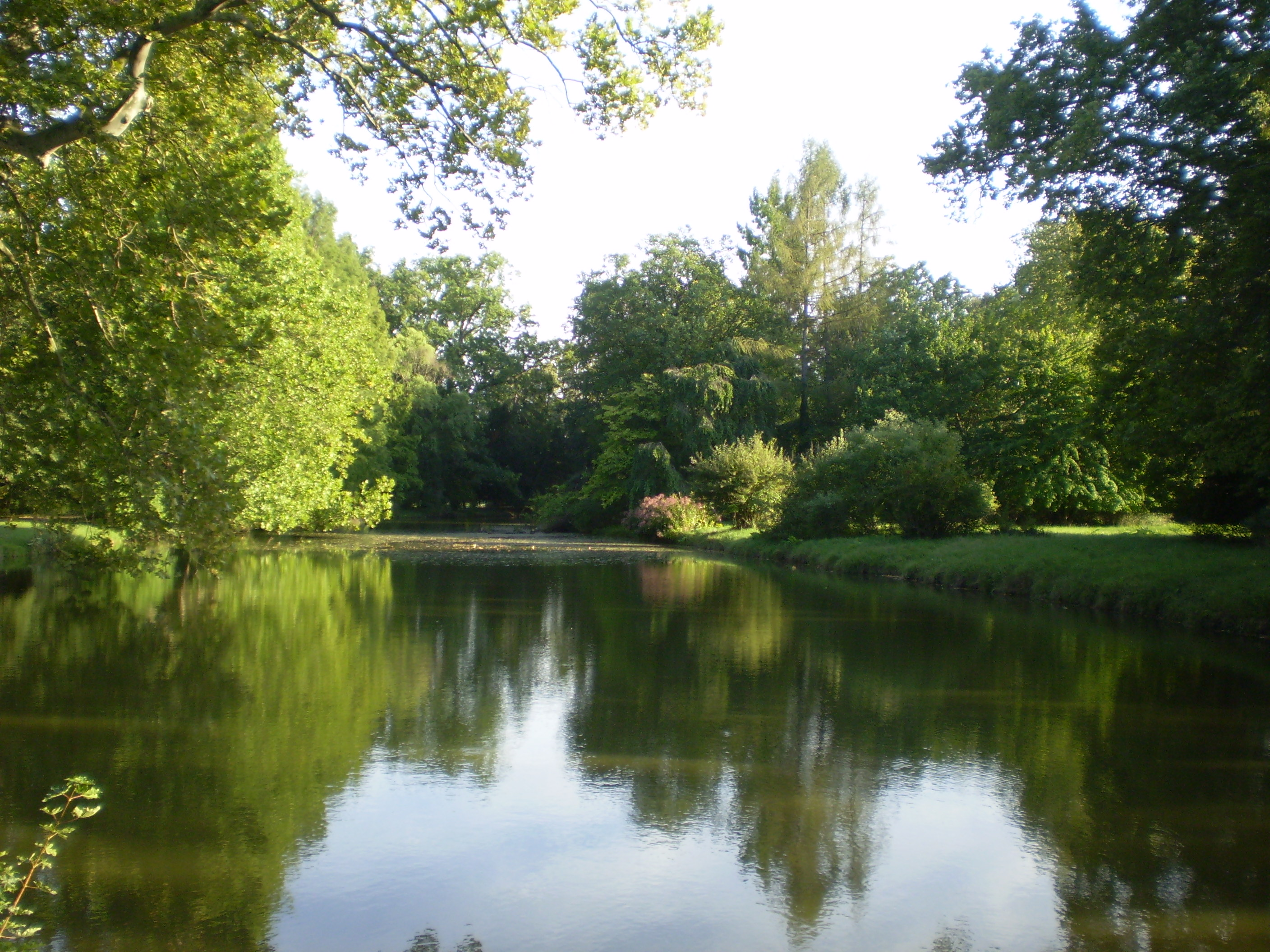
A lednicei tavak egyike

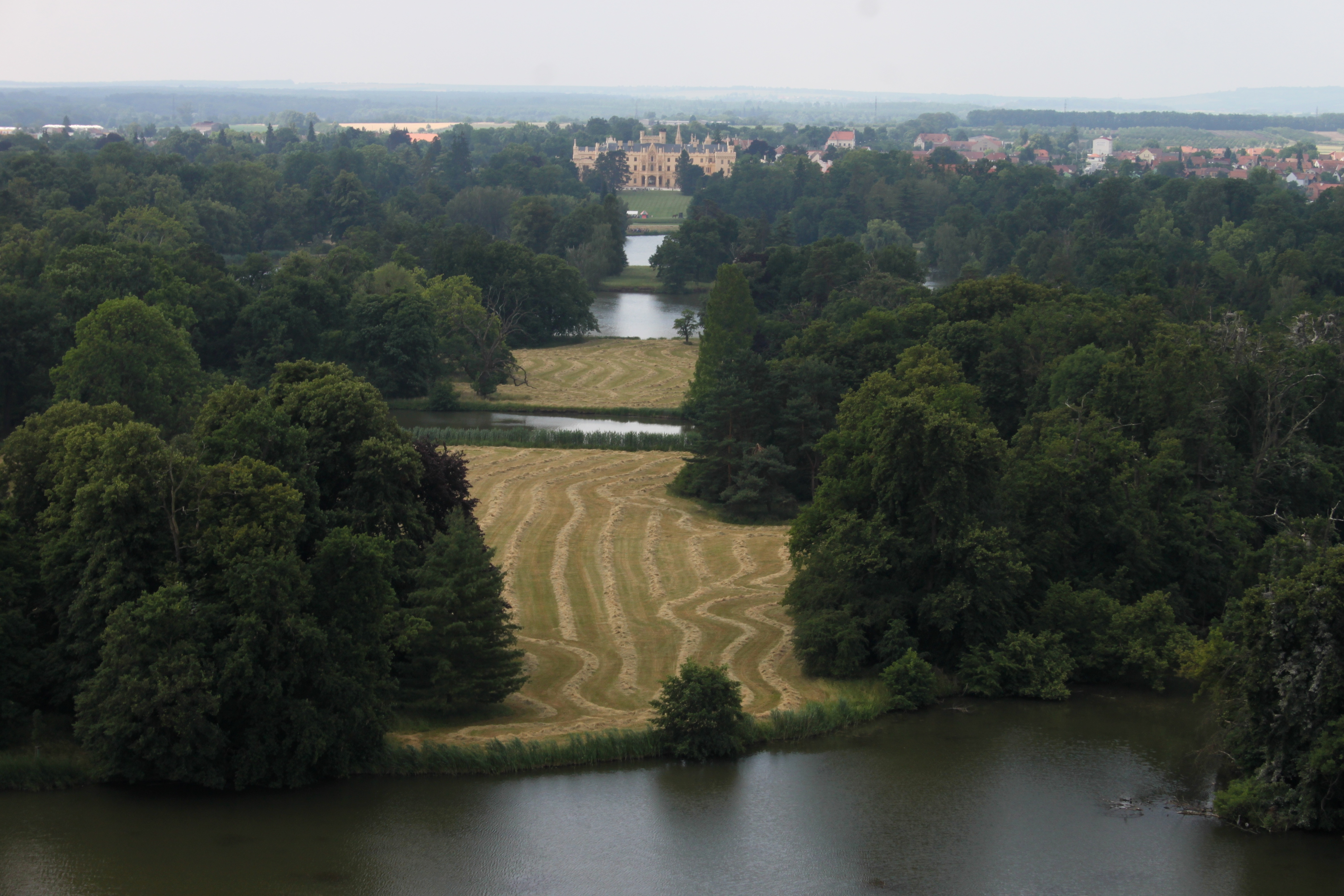
A lednicei kastély és környékének látképe a minaretből

Az 552,5 ha területen fekvő Lednicei halastavakat 1953–ban nyilvánították természetvédelmi területnek, figyelemreméltó vízimadár állományának köszönhetően. A védett terület négy halastóból áll, melyeket a Včelínk patak köt össze. A legnyugatibb tó a Nesyt (Éhség) nevet kapta. 302 hektáros felületével ez a legnagyobb tó Moráviában. A többi tó adatai:
- Hlohovecký 67 ha
- Prostřední (Középső tó) 47 ha
- Mlýnský (Malom-tó), más néven Apollo 86 ha

Még két halastó tartozik a védett területhez, melyek a kastélykertben találhatók:
- Zámecký (Kastély tó) 42 ha
- Podzámecký (Kastély alatti tó) 12 ha

A lednicei halastavak nemcsak madárviláguk, hanem az itteni egyedülálló láp miatt is védettek.
Lednice halastavait a középkorban hozták létre a történelmi Morávia és Alsó-Ausztria közötti határvidék mocsaras területén. A Nesyt tó eredetileg nagyobb volt, és a Výtopa (Áradás) nevű kisebb tó is hozzá tartozott, ami ma már nem esik természetvédelem alá. Az eredeti Nesyt tó déli és keleti partja földrajzi határvonalat jelentett, amelyek körbezárták a Hlohovecký , a Prostřední és a Mlýnský tavakat. Csehország területén nem ez a legjelentősebb madárélőhely. Számos madárfaj fészkel itt, de a területet inkább csak költésre, és pihenőhelynek használják. A halastavak partjait nád- és kákafélék szegélyezik. Az Nesyt nevű tó közelében előfordulnak sóstói virágok. A tavakat körülvevő vízinövényeket kertészek gondozzák, és számos egzotikus fajjal egészítik ki.

## Valtice

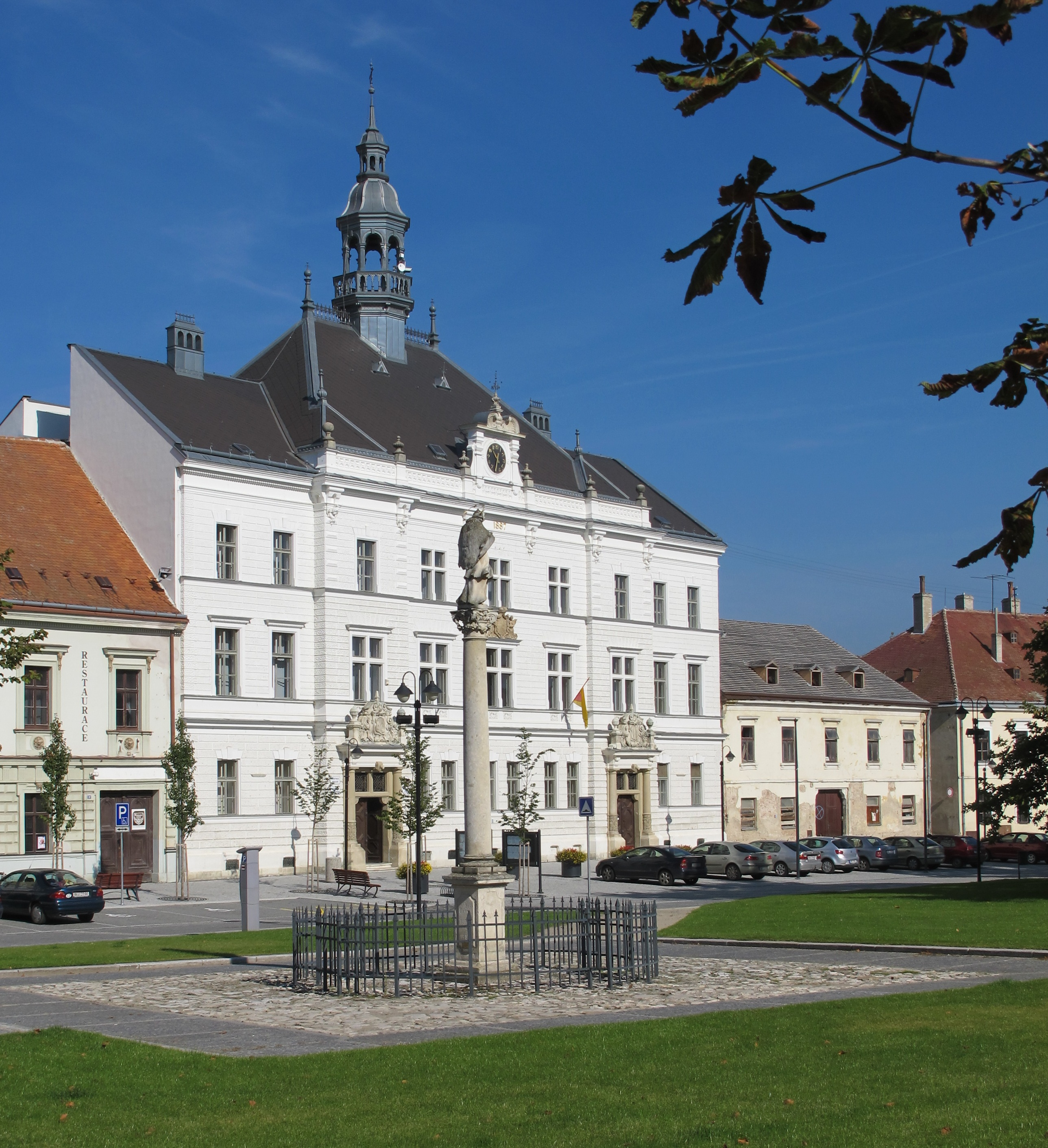
Valtice, városháza

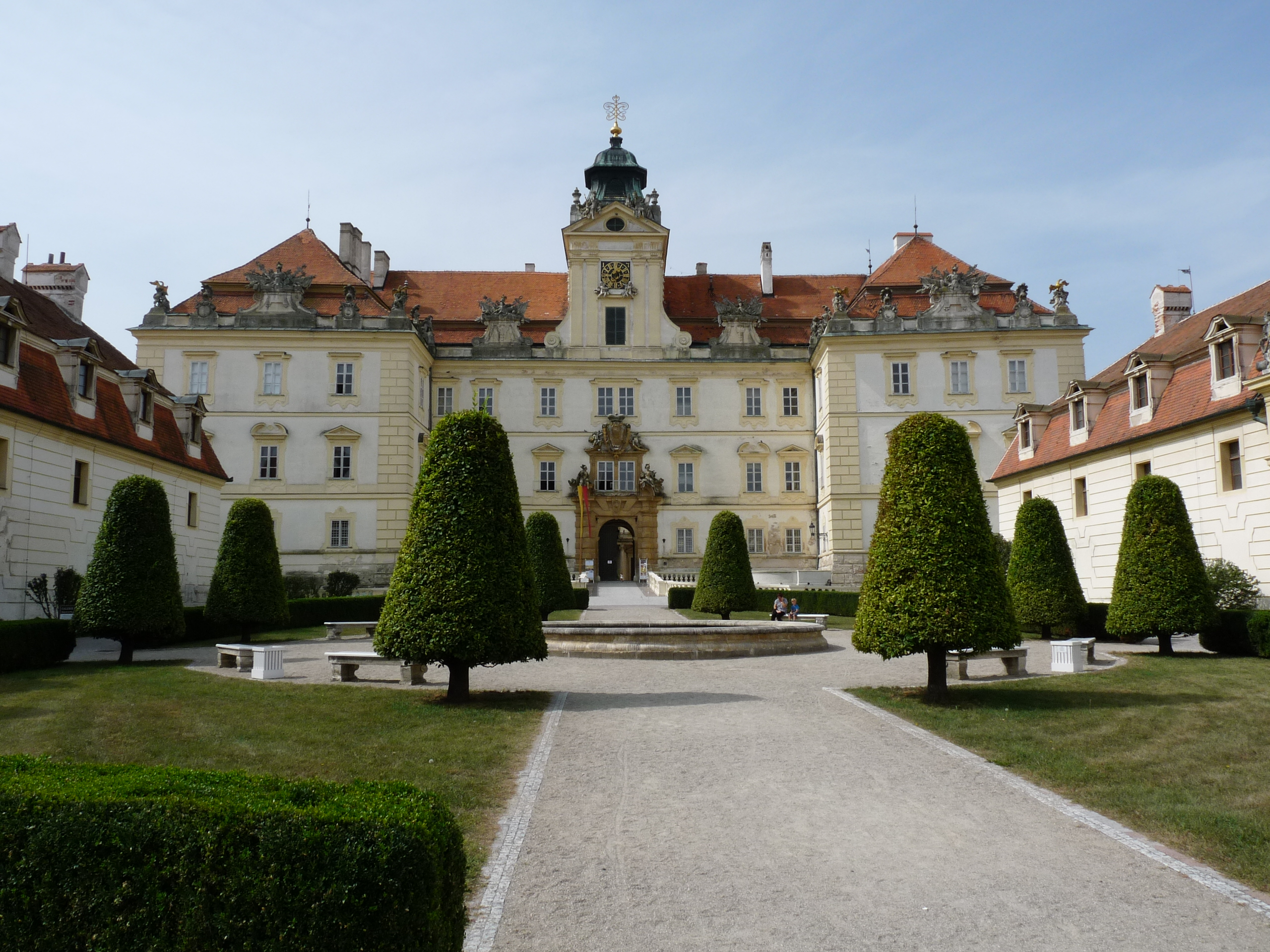
A valticei várkastély

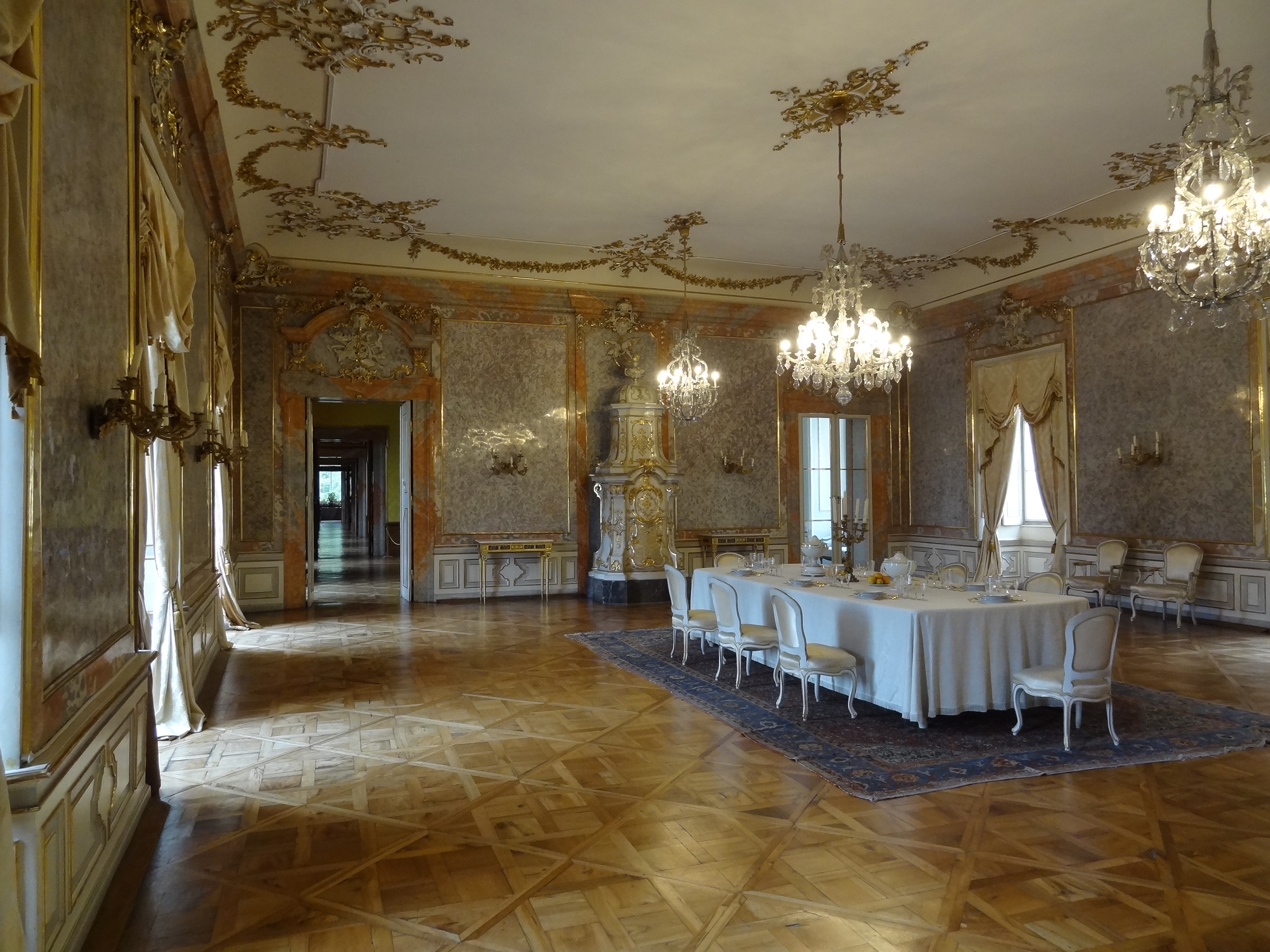
Az ebédlőterem

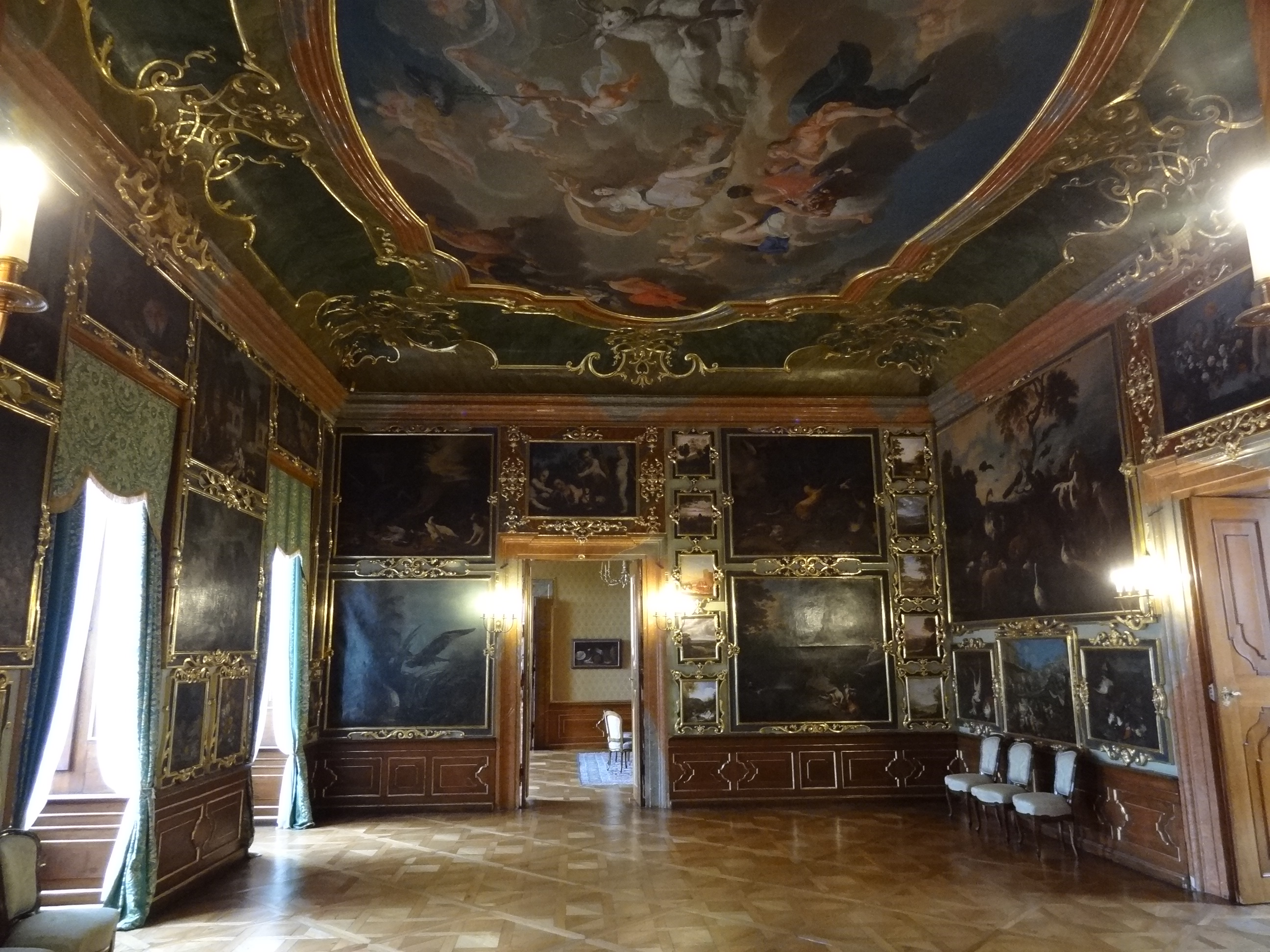
A kastély egyik terme

Valtice (németül Feldsberg) a Dél-morvaországi kerületben található város, mintegy 8 km-rel nyugatra Břeclav járási várostól. Területe 4785 hektár, lakosainak száma 3671 fő. A város történelmi központja műemlékvédelem alatt áll.
A város részei:
- Valtice
- Úvaly

A várost a 12. század folyamán a püspökök népesítették be, 1391 és 1945 között a Liechtenstein család birtokában volt, ez idő alatt a város és környéke Lednice városával együtt európai jelentőségnek örvendett. 1920 – ban csatolták Valticét Csehszlovákiához, ekkor Mikulov politikai járáshoz tartozott. A csatolás előtt Alsó-Ausztria része volt a város.
Nevezetességek a városban és környékén
- Valtice vára: a város terének területén található. Az eredetileg gótikus vár a 13. század során reneszánsz stílusban épült újjá, később Morávia legjelentősebb barokk stílusú világi épülete lett. Mai formáját 1643 -1730 között D. Martinelli tervei alapján alakították ki. A „Salla terena” az erlachi J-B. Fischer alkotása. A vár három lépcsőházas, négyszárnyú épület, istállókkal, lovaglótérrel, galériával, rokokó színházzal és kocsiszínnel. A reneszánsz időszakból két szögletes torony maradt fenn, melyekből szűk mellékszárnyak nyílnak. A főépülettel együtt ezek zárják körül a díszudvart. A várépület homlokzata gazdagon díszített, az épület középső részét a tornyok és a bejárati kapu teszik hangsúlyossá. A vár gazdagon kialakított enteriőre egészen a 18. századig változott.
- A Várkertet 1727-ben telepítették, D. Girard tervei szerint. A 19. század elején bővítették a kertet. A park ma 14,6 ha területű, benne 22 tűlevelű és 63 lombhullató fafaj él.
- Szűz Mária mennybemenetele templom: korai barokk épület, amelyet a korábbi székesegyház helyére építettek 1631– 1671 között J. Carlone, G. G. Tencalla és O. Erna építészek. A falak és a boltívek gazdag stukkódíszítésűek.
- Újreneszánsz városháza: J- Drexler építész alkotása 1887 -1889-ből.
- Pestisoszlop (1680)

- Oszlopcsarnok (Rajsna): a Homole csúcsán magasodó kilátó, kb. 1,5 km-re a város fölött. 1817-1823 között emelték J- Popellack építész tervei alapján, a schönnbrunni oszlopcsarnok mintájára. Panoráma nyílik innen Mikulovtól a Pavlovi hegyekig, Lednicére, és a Morva mezőkre.
- Rendezvous (Diana szentélye): 1810-1812 között J. L. Hardtmuth tervei alapján épült romantikus, római triumf-boltozatot utánzó erdei épület mintegy 1,5 km-re Valtice várától.

## Hlohovec
Hlohovec község a Břeclavi járásban található, 1285 lelket számláló község Dél-Morvaországban. A községről szóló első írásos emlék 1570-ből ismert. Helyi látnivalók:

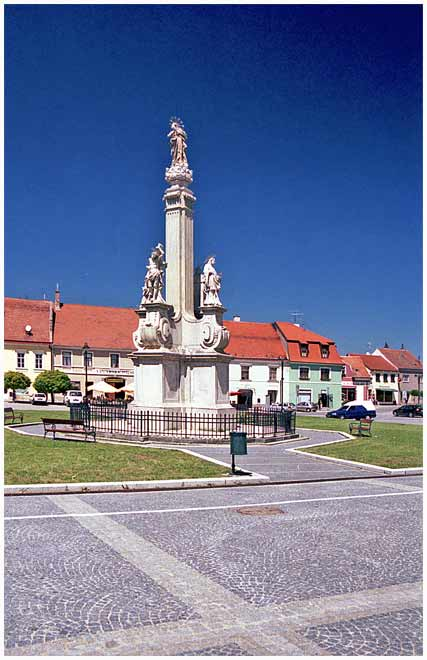
Pestisoszlop

- Szent Bartolomeus templom
- Keresztút
- Szent Flórián szobra
- Végvár, amely 1816 és 1827 épült

## A környék nevezetességei
- Břeclav: vadaskert, zsinagóga, břeclavi kastély
- Bulhary: barokk belsejű gótikus templom
- Podivín: Nemzeti park, Szent Cirill és Metód kápolna
- Přítluky: szent Markéta templom
- Rakvice: Nepomuki szent János szobor, kriptogrammal díszített barokk kereszt
- Velké Bílovice: fazekasboltok, szőlőskertek